# Karin Herrera Aguilar
Karin Larissa Herrera Aguilar (Ciutat de Guatemala, 25 de juliol de 1968) és una biòloga, científica, catedràtica, política i sociòloga guatemalenca. Després de la segona volta de les eleccions de 2023 és la vicepresidenta electa de la República de Guatemala i la segona dona a ocupar aquest càrrec en la història del país.

## Trajectòria
Karin Herrera és química biòloga graduada per la Facultat de Ciències Químiques de la Universitat de San Carlos de Guatemala. Té un màster en Estudis Ambientals per la Universitat del Valle de Guatemala, i un doctorat en Ciències Polítiques i Sociologia per la Universitat Pontifícia de Salamanca. Ha rebut diversos reconeixements internacionals per la seva trajectòria a favor del medi ambient.
S'ha exercit com a docent i catedràtica a la Universitat de San Carlos de Guatemala i directora de l'Institut d'Investigacions Químiques i Biològiques d'aquesta universitat. És la representant davant del Consell Superior Universitari del Col·legi de Farmacèutics i Químics de Guatemala. També ha estat assessora davant de diverses instàncies en temes ambientals i polítics.